# Gustave Whitehead

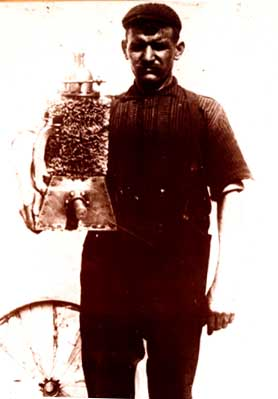
Whitehead ze swoim silnikiem

Gustave Albin Whitehead (ur. (jako Gustav Albin Weißkopf) 1 stycznia 1874 w Leutershausen, zm. 10 października 1927 w Bridgeport, USA) – niemiecko-amerykański pionier awiacji i konstruktor silników lotniczych.
Był najprawdopodobniej pierwszym człowiekiem który już w 1901 odbył udany lot na maszynie cięższej od powietrza napędzanej silnikiem mechanicznym.

## Życiorys
Wcześnie osierocony zaciągnął się jako kilkunastoletni chłopiec do służby w marynarce, pływał na statkach żaglowych – kliprach. W 1895 wyemigrował do USA, gdzie zajął się konstrukcjami aparatów latających, początkowo bezsilnikowych (szybowców). Zbudował ich kilka, na niektórych z nich udało mu się wznieść w powietrze i przelecieć kilkusetmetrowe odcinki. W tym czasie zmienił nazwisko na Whitehead.
W 1900 osiadł w Bridgeport w stanie Connecticut, gdzie kontynuował eksperymenty lotnicze. Opracował tam samolot o kształcie skrzydeł będących skrzyżowaniem ptaka i nietoperza, konstrukcję z bambusa, jedwabiu i stalowych linek z podczepioną wanną kąpielową i 20-konnym silnikiem spalinowym na gaz acetylen napędzającym dwa śmigła (w celu poprawienia stabilności śmigła obracały się przeciwbieżnie). Rozpiętość skrzydeł wynosiła około 11 metrów. Dodatkowy 10-konny silnik napędzał podwozie samolotu w celu zwiększenia prędkości startowej, dzięki czemu nie trzeba było czekać na korzystny wiatr i niepotrzebna była dodatkowa katapulta. Nazwał swoją konstrukcję „Numer 21”.
14 sierpnia 1901 odbył w Bridgeport na „Numerze 21” dwa ośmiusetmetrowe loty na wysokości sięgającej 15 metrów. Konstrukcja ta, tak jak i poprzednie maszyny Whiteheada, nie dawała możliwości sterowania lotem, dlatego lot powrotny odbył się po odwróceniu samolotu na ziemi w przeciwnym kierunku. Był to pierwszy w świecie lot samolotem napędzanym silnikiem. Sukces ten został opisany w prasie – w „Bridgeport Herald”, „New York Herald” i „Boston Transcript”. Artykuł w „Bridgeport Herald” ilustrowany był rysunkiem, ale nie zawierał fotografii.
Lot został opisany także w wiarygodnym i opiniotwórczym „Scientific American”, ale bez fotografii, według krytyków rzekomego sukcesu Whiteheada jego autorem mógł być Stanley Yale Beach, który z kolei był klientem Whiteheada.
Lot ten poprzedził lot braci Wright w Kitty Hawk o ponad dwa lata. Później Whitehead opracował maszynę „Numer 22”, która różniła się od „Numeru 21” mocniejszym, 40-konnym silnikiem na naftę. Prawdopodobnie przeleciał nią nad dziesięciokilometrową cieśniną Long Island w styczniu 1902. 

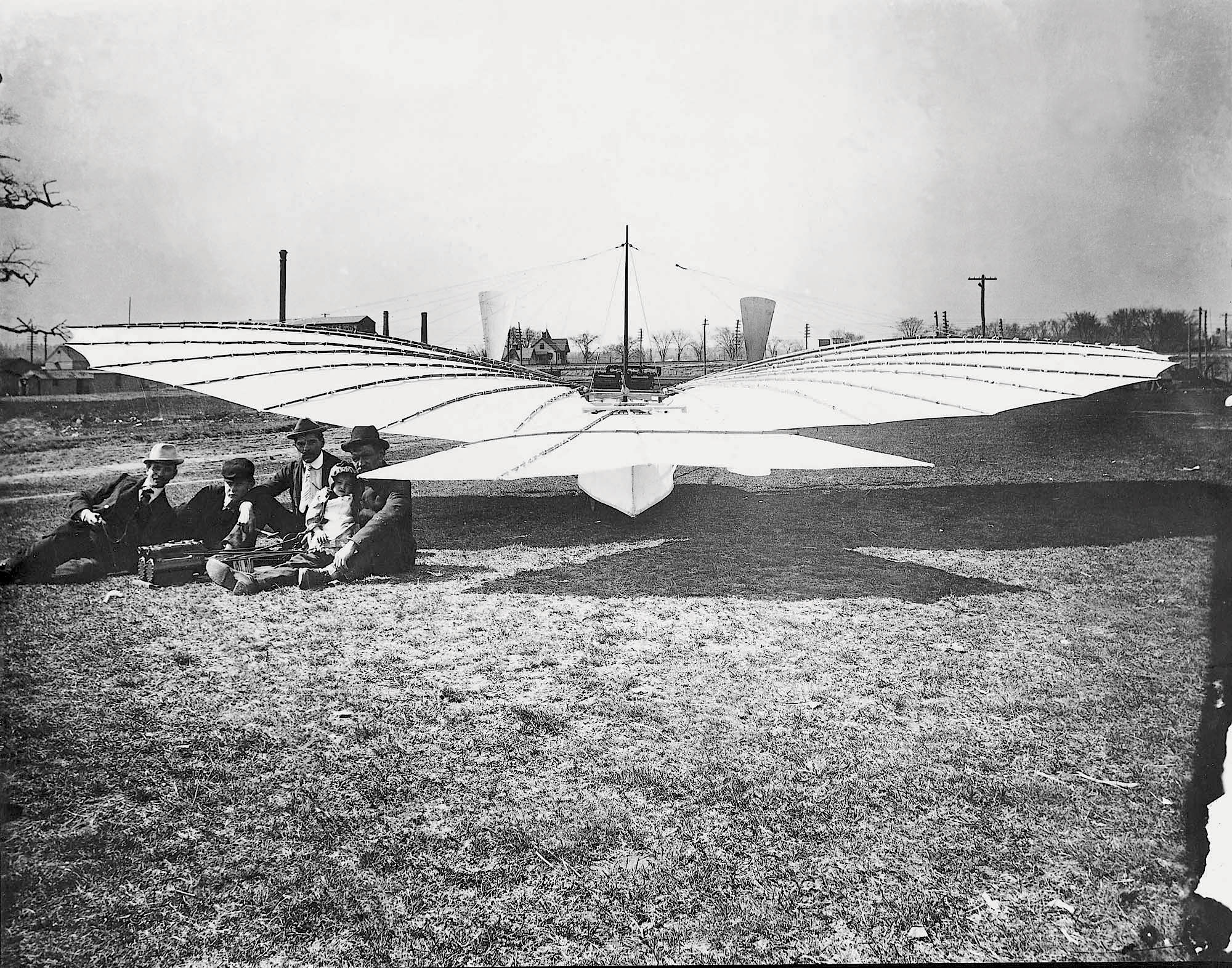
Gustav Whitehead (z prawej) z córką Rose obok swego samolotu w 1901

Do 2013 nie były znane żadne fotografie dokumentujące loty Whiteheada, a artykuły prasowe opisujące jego osiągnięcia zawierają liczne niewiarygodne szczegóły. Oficjalnie, według Smithsonian Institution pierwszym oficjalnym lotem był odbyty w 1903 lot braci Wright, a żądania Whiteheada uznania jego lotu jako pionierskiego zostały oficjalnie odrzucone; jego prace zaliczono do kategorii lotów bezsilnikowych (szybowcowych).
W 2013 analiza zdjęć z wystawy z 1906 pokazujących lot, który odbył się w 1901 wykazała, że samolot Whiteheada rzeczywiście wzbił się w powietrzne i odbył lot.
Whitehead nie miał dostatecznej wiedzy i orientacji w zagadnieniach prawnych i ekonomicznych. Budowane przez siebie silniki sprzedawał z minimalnym zyskiem i nigdy nie udało mu się rozwinąć przedsiębiorstwa na większą skalę. Świadkowie twierdzą, iż Whitehead był odwiedzany przez braci Wright, którzy negocjowali z nim kupno jego silnika i wymieniali się z nim doświadczeniami w zakresie budowy aparatów latających. Około roku 1911 Whitehead zajął się konstrukcjami śmigłowców, osiągając w tym pewne niewielkie sukcesy.